# Anitta (Sängerin)

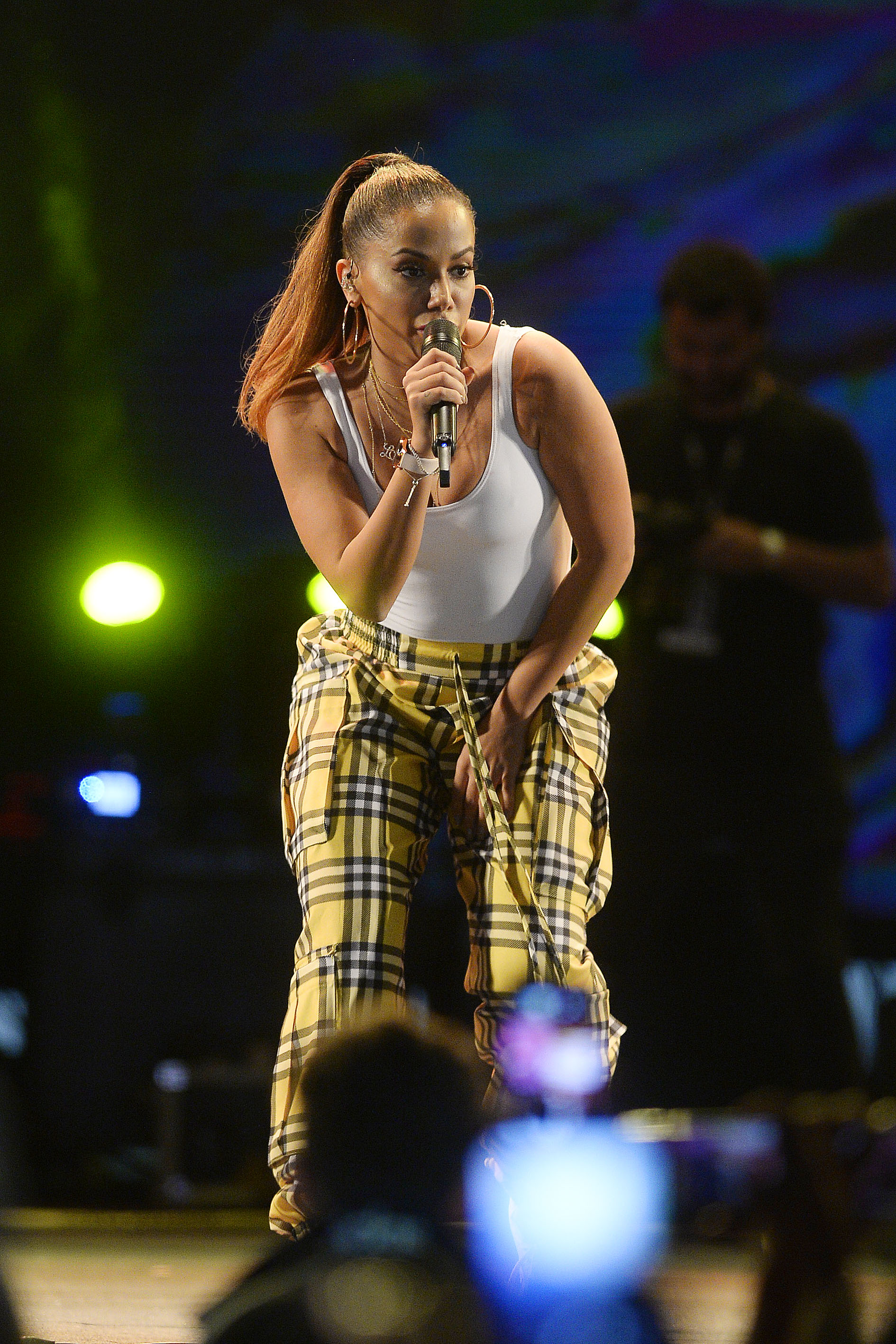
Anitta (2019)

Larissa de Macedo Machado (* 30. März 1993 in Rio de Janeiro; bekannt unter dem Namen Anitta (anhörenⓘ)) ist eine brasilianische Sängerin, Songwriterin, Schauspielerin und Tänzerin. Sie unterschrieb im Jahr 2010 einen Plattenvertrag bei Furacão 2000. Anitta erlangte 2013 durch das Lied Show das Poderosas in Brasilien und anderen Ländern Südamerikas Bekanntheit und gilt mittlerweile als einer der größten Stars des Latin Pop. Bei der Präsidentschaftswahl in Brasilien 2022 unterstützte sie den Kandidaten der Arbeiterpartei Luiz Lula da Silva.

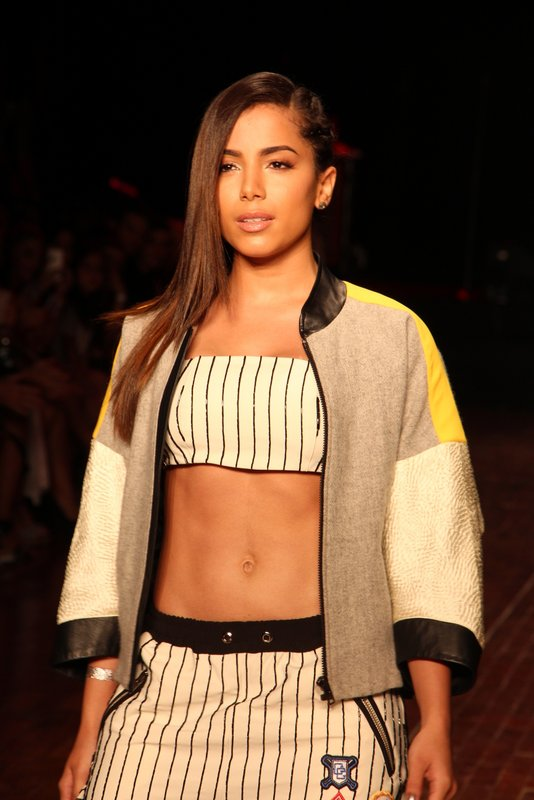
Anitta (2014)

## Biografie
Anitta ist die jüngste Tochter von Míriam Macedo und Mauro Machado, die seit Anittas Kindheit geschieden sind. Ihr Bruder Renan Machado ist ihr Produzent.
Sie begann ihre Karriere im Alter von acht Jahren, als sie dem Chor der Santa Luzia Kirche in Rio de Janeiro beitrat. Mit elf Jahren nahm sie an einem Englischkurs teil und bekam später Tanzunterricht vom Lehrer ihrer Mutter. Im Alter von 17 Jahren entschloss sie sich, eine Karriere als Sängerin zu beginnen. Im selben Jahr gewann sie mit dem „Revelation of Music“ Award einen wichtigen Preis in Brasilien.
Im Lauf ihrer bisherigen Karriere arbeitete Anitta mit einigen Pop-, Hip-Hop- und Reggaeton-Größen zusammen, darunter Maluma, Ozuna, J Balvin, Cardi B, Major Lazer, Madonna, Missy Elliott und Peso Pluma. Bei der Eröffnungsfeier der Olympischen Sommerspiele 2016 trat sie zusammen mit Gilberto Gil und Caetano Veloso auf.
Anitta war von 2017 bis 2018 mit Thiago Magalhães verheiratet. Sie gaben im September 2018 ihre Scheidung bekannt. Sie lebt mit ihrer Mutter und fünf Hunden in einem weiträumig abgesperrten Luxusvillenkomplex in Barra da Tijuca.
Im Sommer 2022 gewann Anitta als erste Brasilianerin eine Auszeichnung bei den renommierten Premios Juventud. Im November desselben Jahres wurde Anitta durch die amerikanische Recording Academy für die Grammy Awards 2023 in der Kategorie Best New Artist nominiert.
Beim Fußball Championsleague Finale 2023 in Istanbul war sie Teil der Kickoff-Show.

## Diskografie
Studioalben

| Jahr | Titel Musiklabel                         | Höchstplatzierung, Gesamtwochen, AuszeichnungChartplatzierungen (Jahr, Titel, Musiklabel, Platzierungen, Wochen, Auszeichnungen, Anmerkungen) | Höchstplatzierung, Gesamtwochen, AuszeichnungChartplatzierungen (Jahr, Titel, Musiklabel, Platzierungen, Wochen, Auszeichnungen, Anmerkungen) | Höchstplatzierung, Gesamtwochen, AuszeichnungChartplatzierungen (Jahr, Titel, Musiklabel, Platzierungen, Wochen, Auszeichnungen, Anmerkungen) | Höchstplatzierung, Gesamtwochen, AuszeichnungChartplatzierungen (Jahr, Titel, Musiklabel, Platzierungen, Wochen, Auszeichnungen, Anmerkungen) | Höchstplatzierung, Gesamtwochen, AuszeichnungChartplatzierungen (Jahr, Titel, Musiklabel, Platzierungen, Wochen, Auszeichnungen, Anmerkungen) | Höchstplatzierung, Gesamtwochen, AuszeichnungChartplatzierungen (Jahr, Titel, Musiklabel, Platzierungen, Wochen, Auszeichnungen, Anmerkungen) | Anmerkungen                                              |
| Jahr | Titel Musiklabel                         | DE | CH | US | Latin | BR | PT | Anmerkungen                                              |
| ---- | ---------------------------------------- | --- | --- | --- | --- | --- | --- | -------------------------------------------------------- |
| 2013 | Anitta Warner Music Brasil               | — | — | — | — | BR— PlatinBR | — | Erstveröffentlichung: 6. Juli 2013 Verkäufe: + 80.000    |
| 2014 | Ritmo perfeito Warner Music Brasil       | — | — | — | — | — | — | Erstveröffentlichung: 3. Juni 2014                       |
| 2015 | Bang Warner Music Brasil                 | — | — | — | — | — | — | Erstveröffentlichung: 13. Oktober 2015                   |
| 2019 | Kisses Warner Music Brasil               | — | — | — | Latin16 (2 Wo.)Latin | BR— DiamantBR | — | Erstveröffentlichung: 5. April 2019 Verkäufe: + 300.000  |
| 2022 | Versions of Me Warner Records            | — | — | — | — | BR— DiamantBR | — | Erstveröffentlichung: 12. April 2022 Verkäufe: + 300.000 |
| 2024 | Funk Generation Republic Records (UMG)   | — | CH71 (1 Wo.)CH | — | — | — | PT3 (29 Wo.)PT | Erstveröffentlichung: 26. April 2024                     |
| 2024 | Ensaios da Anitta Republic Records (UMG) | — | — | — | — | — | — | Erstveröffentlichung: 6. Dezember 2024                   |

grau schraffiert: keine Chartdaten aus diesem Jahr verfügbar

## Tourneen
- Show das Poderosas Tour (2013–2014)
- Meu Lugar Tour (2014–2015)
- The Bang Tour (2015–2016)